# Plomb typographique
 (décembre 2018).
Si vous disposez d'ouvrages ou d'articles de référence ou si vous connaissez des sites web de qualité traitant du thème abordé ici, merci de compléter l'article en donnant les références utiles à sa vérifiabilité et en les liant à la section « Notes et références ».
Le plomb typographique est l'alliage utilisé pour la fabrication des caractères d'imprimerie depuis l'époque de Gutenberg.

## Composition
Le plomb est un métal très tendre, qui ne supporterait pas la pression d'une presse typographique. Aussi y ajoute-t-on de l'antimoine, afin d'obtenir un alliage plus dur. Le mélange du plomb et de l'antimoine étant impossible, les deux éléments sont immiscibles, il faut en rajouter un troisième, l'étain. Mal dosé, le caractère typographique peut rétrécir en refroidissant.
Le plomb typographique est donc un alliage de plomb, d'étain et d'antimoine. C'est Gutenberg qui a mis au point cet alliage, qui n'a pratiquement pas été modifié au cours des siècles d'usage de la typographie.
Les proportions varient d'une source à l'autre, mais il y a généralement environ 70 % de Pb (Plomb), 25 % de Sb (Antimoine) et 5 % de Sn (Étain).

## Usage

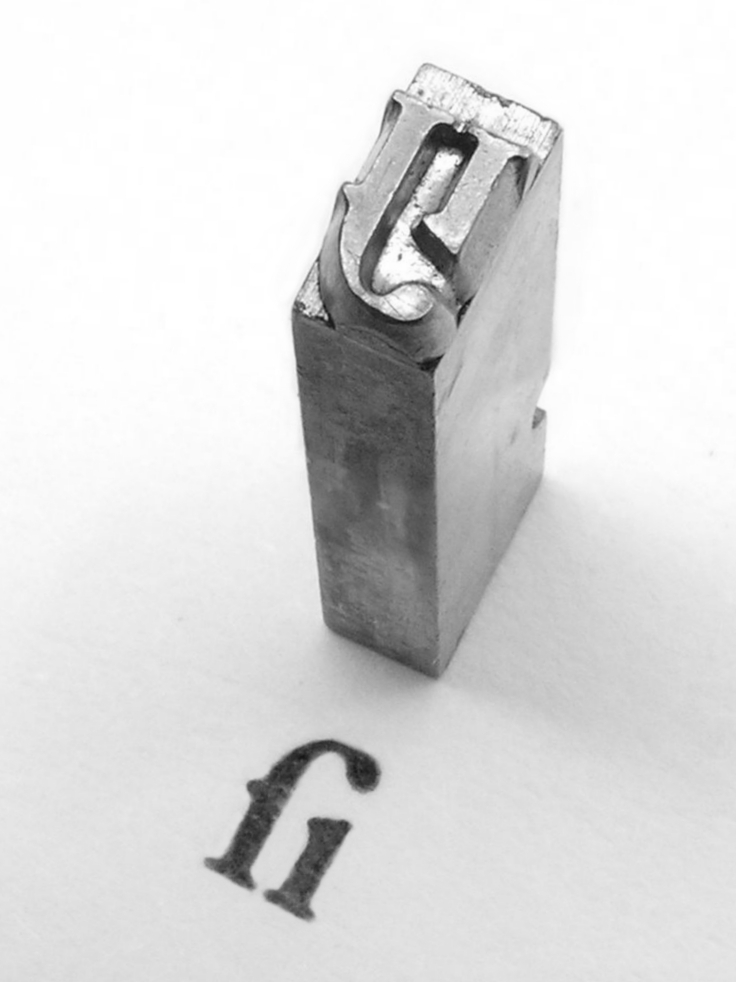
Exemple.

Le plomb typographique fut utilisé de 1450 (l'époque de Gutenberg) à la fin du XXe siècle, non seulement par les fonderies de caractères mais également par les ateliers d'imprimerie utilisant des machines linotype ou monotype. Le métal était fourni sous forme de gros lingots appelés saumons.
Le plomb provoque le saturnisme, considéré comme la première maladie professionnelle. À la fin du XXe siècle, l'édition est passée à la photocomposition puis à la PAO, et aujourd'hui la typographie au plomb se fait très rare en Occident.